# こちら社会部 (テレビドラマ)
『こちら社会部』（こちらしゃかいぶ）は、1963年10月2日〜12月18日の21:30〜22:30にTBSの水曜劇場にて放送されたテレビドラマ。

## 概要
- 放送は当初23回であったが、12回で打ち切られている[1]。

- 11月20日放送予定の「罠」（第30回衆議院議員総選挙前日で、内容がそぐわないため）、12月25日放送予定の「十八年目の戦死」（薬物が死因に関わりがあり、製薬会社（藤沢薬品）がスポンサーだったための配慮）が放送休止となり、その後に放送予定の韓国問題を扱った「近くて遠い国」などが未放送。（花伝社「放送中止事件50年」より）

## 出演者
- 宇野重吉
- 伊藤孝夫
- 滝沢修
- 梅野泰靖
- 岩谷肇
- 笹森みち子
- 高野由美
- 山内昭
- 民芸ユニット

## スタッフ
- 原作：菊村到「こちら社会部」
- 演出：若杉光夫
- 脚本：大橋喜一、片岡薫
- 製作：民芸映画社

他